# Olhão
Olhão is een plaats en gemeente in het Portugese district Faro.
De gemeente heeft een totale oppervlakte van 130 km² en telde 40.808 inwoners in 2001.

## Sport
SC Olhanense is de betaaldvoetbalclub van Olhão. SC Olhanense werd in 1924 landskampioen van Portugal.

## Geboren in Olhão
- Mário Centeno (1966), politicus
- Mateus Fernandes (2004), voetballer

## Fotogalerij

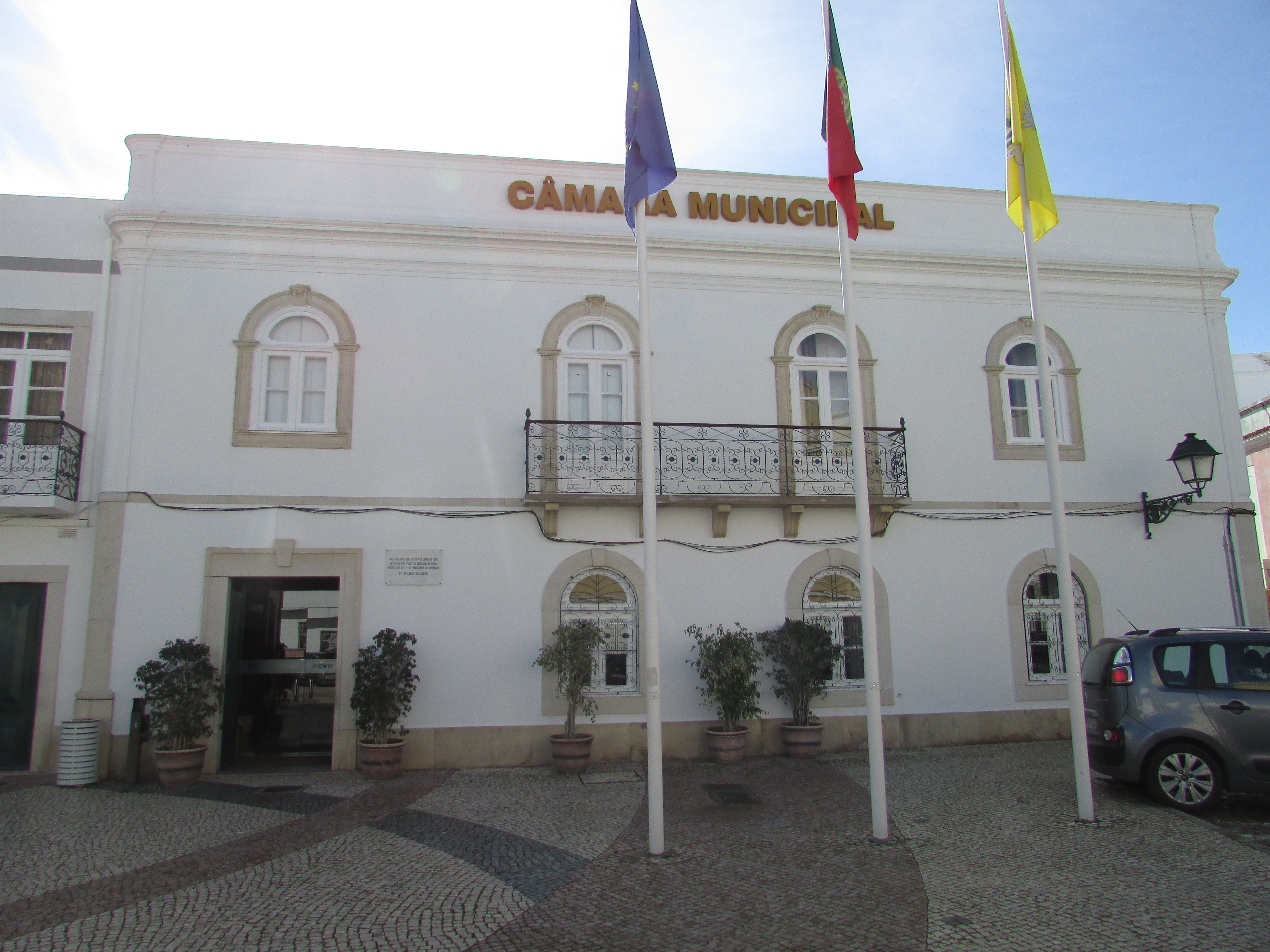
Gemeentehuis
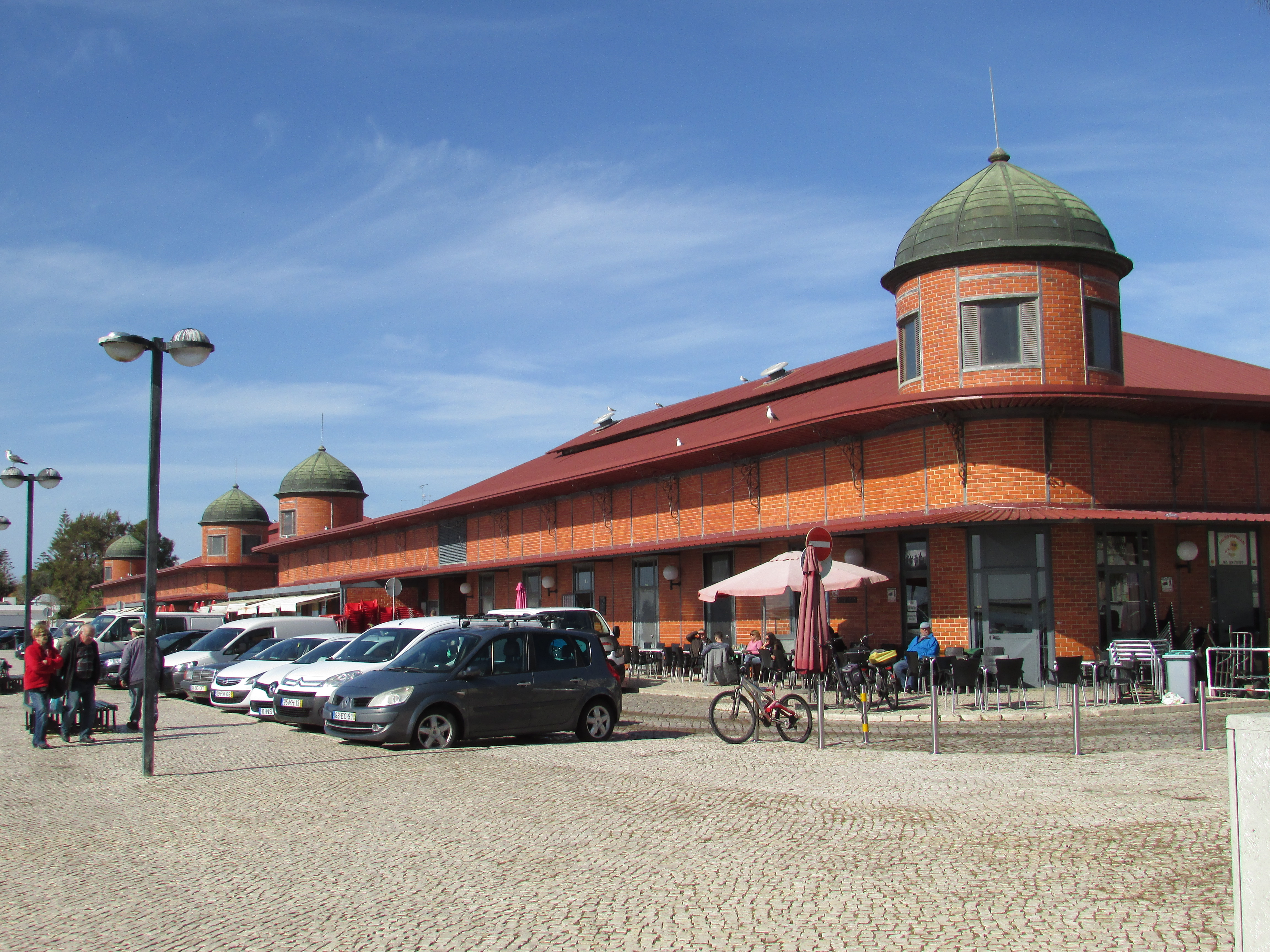
Markthal
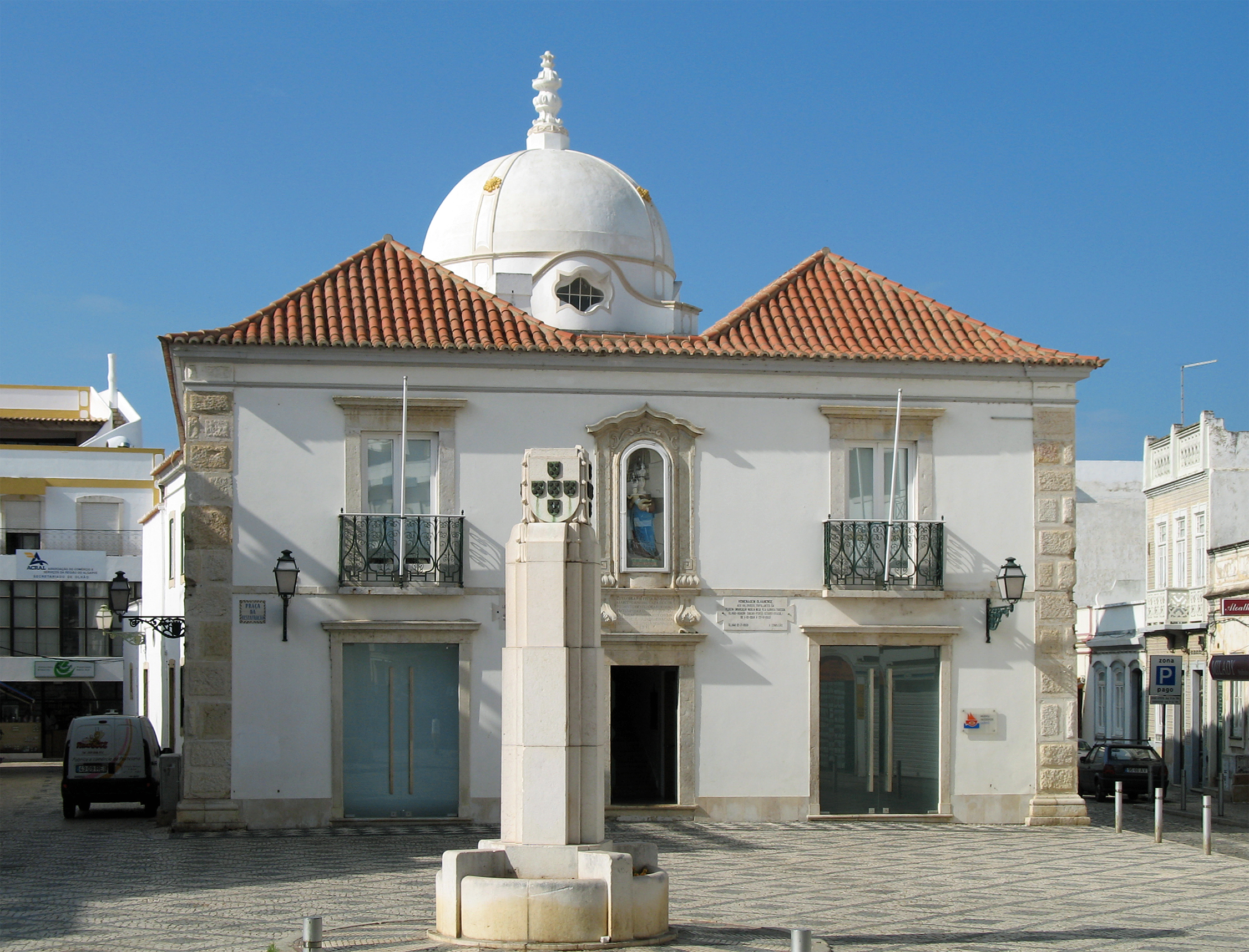
Gemeentelijk museum
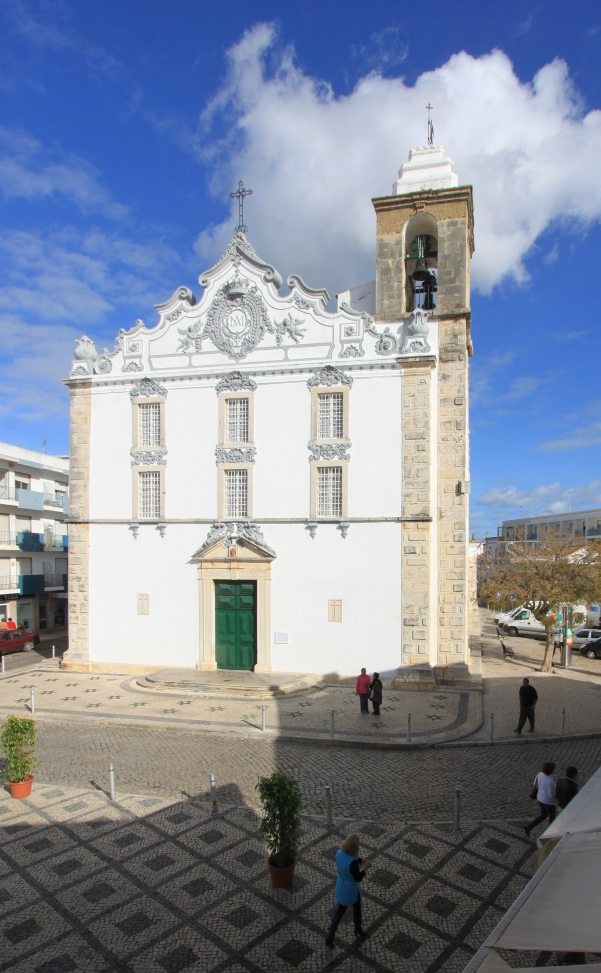
Hoofdkerk
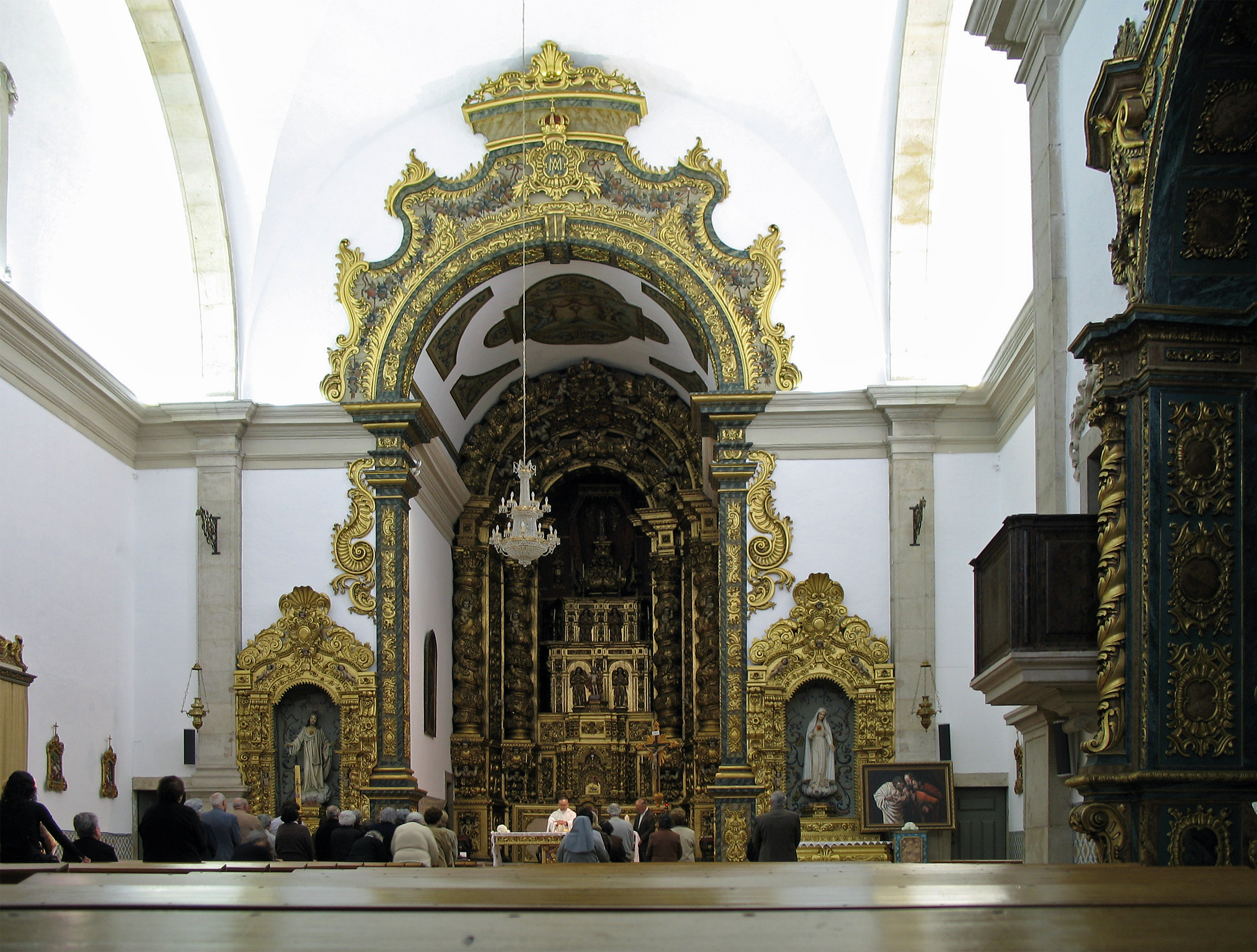
Hoofdkerk: interieur
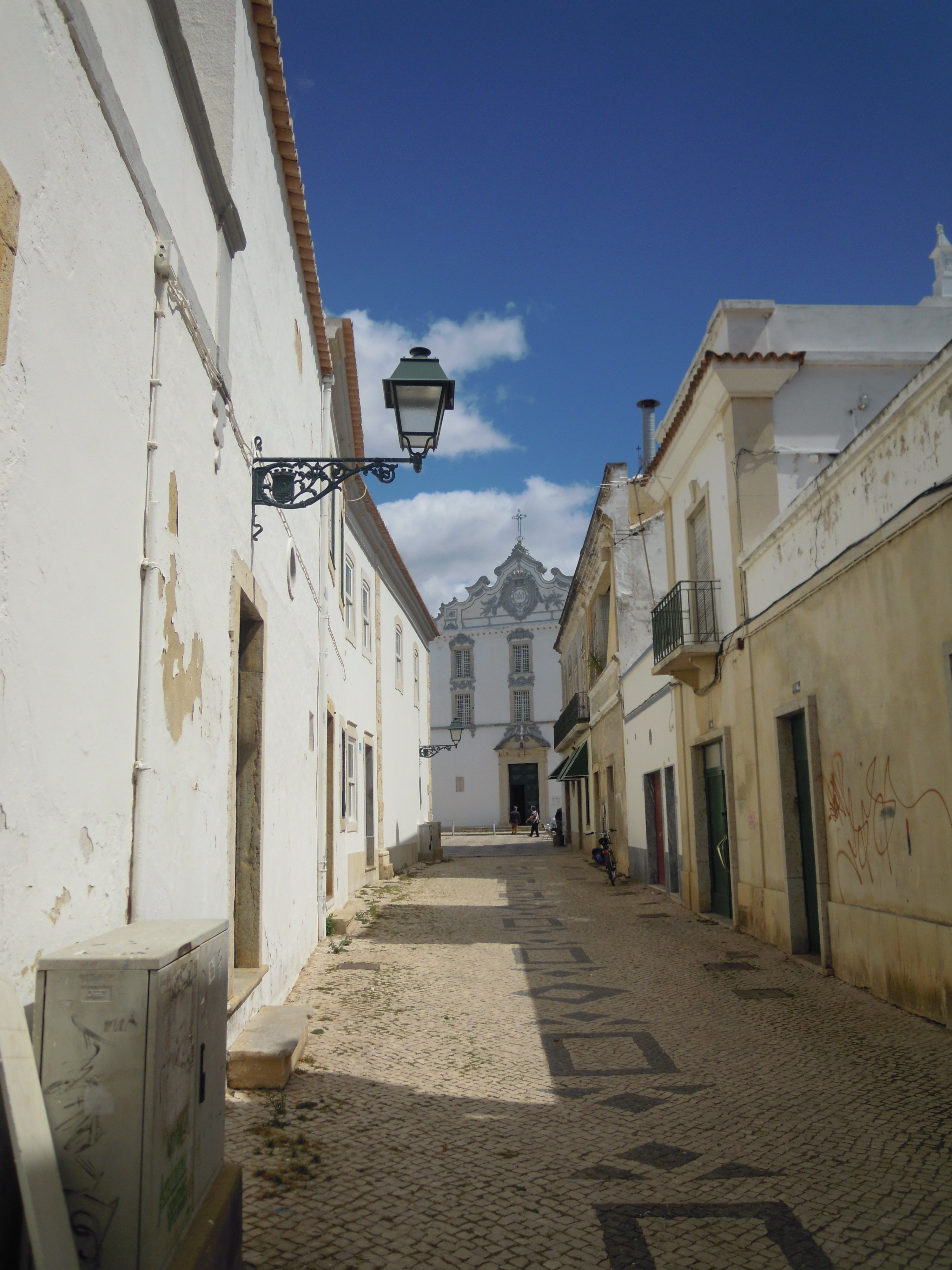
Straat in Olhão
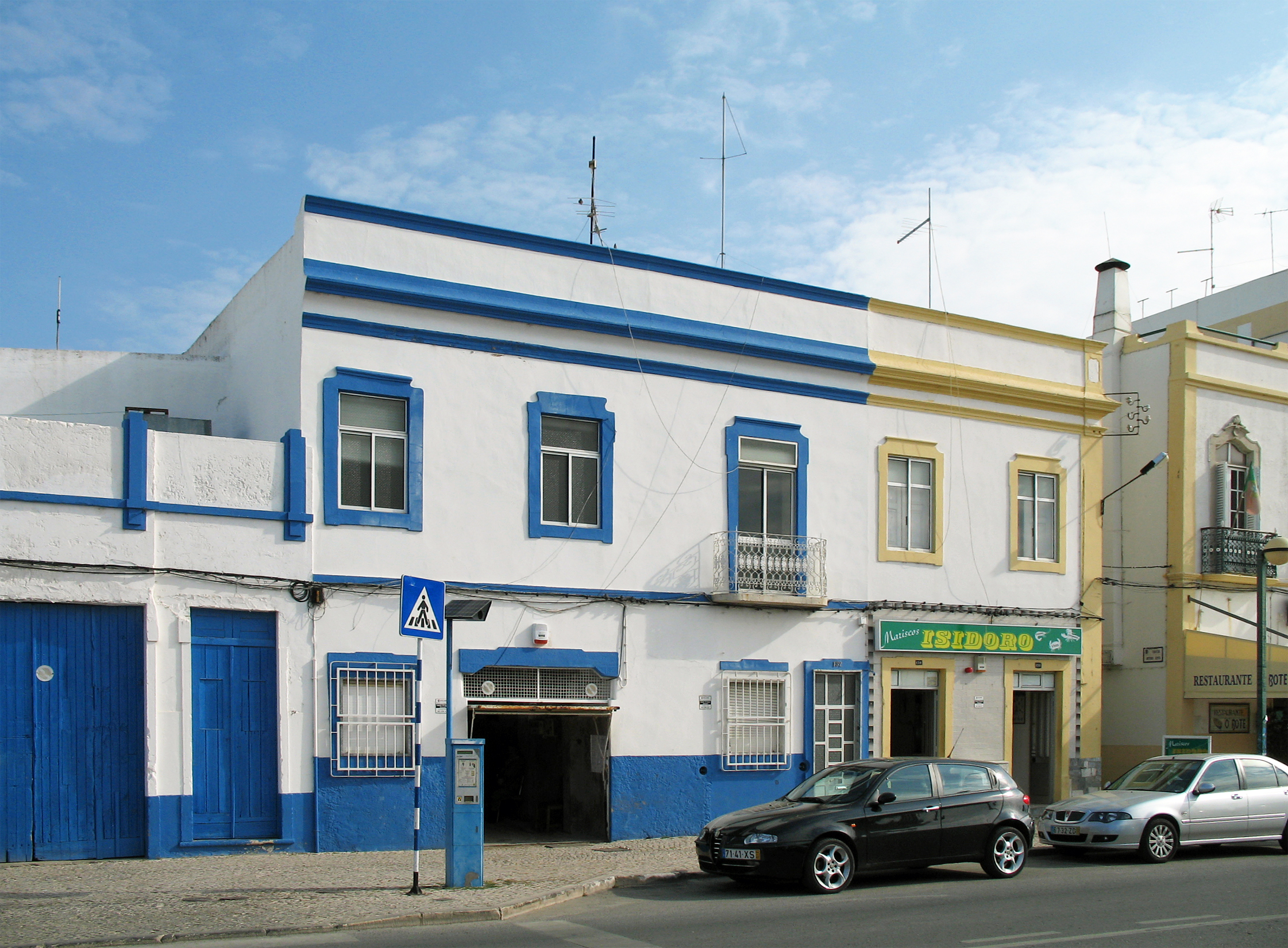
Huizen in Olhão
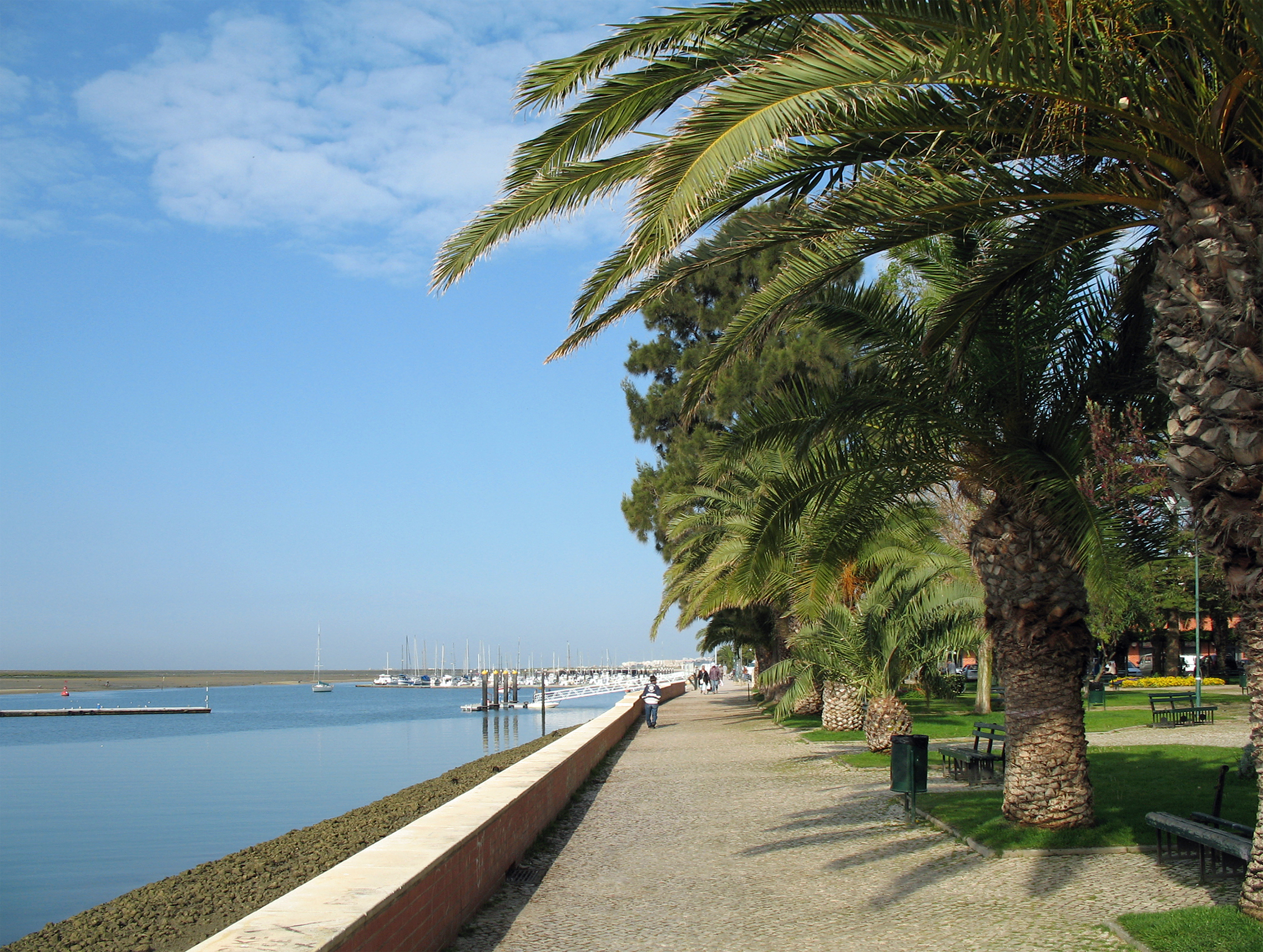
Gemeentelijk park en promenade aan het water
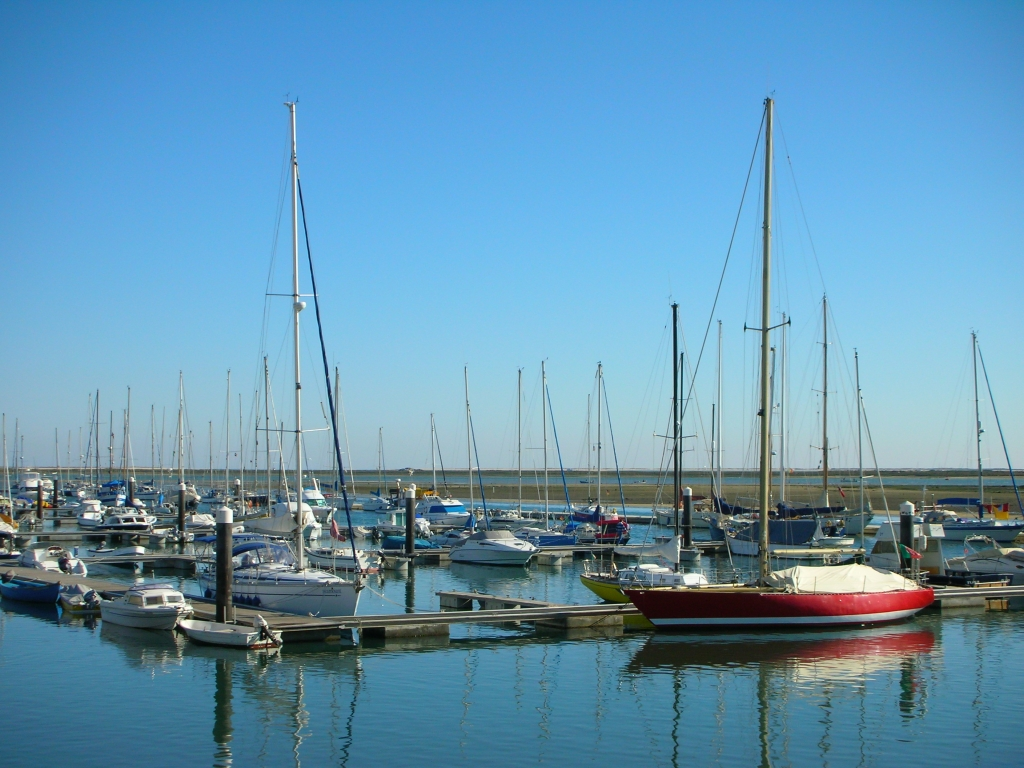
Jachthaven
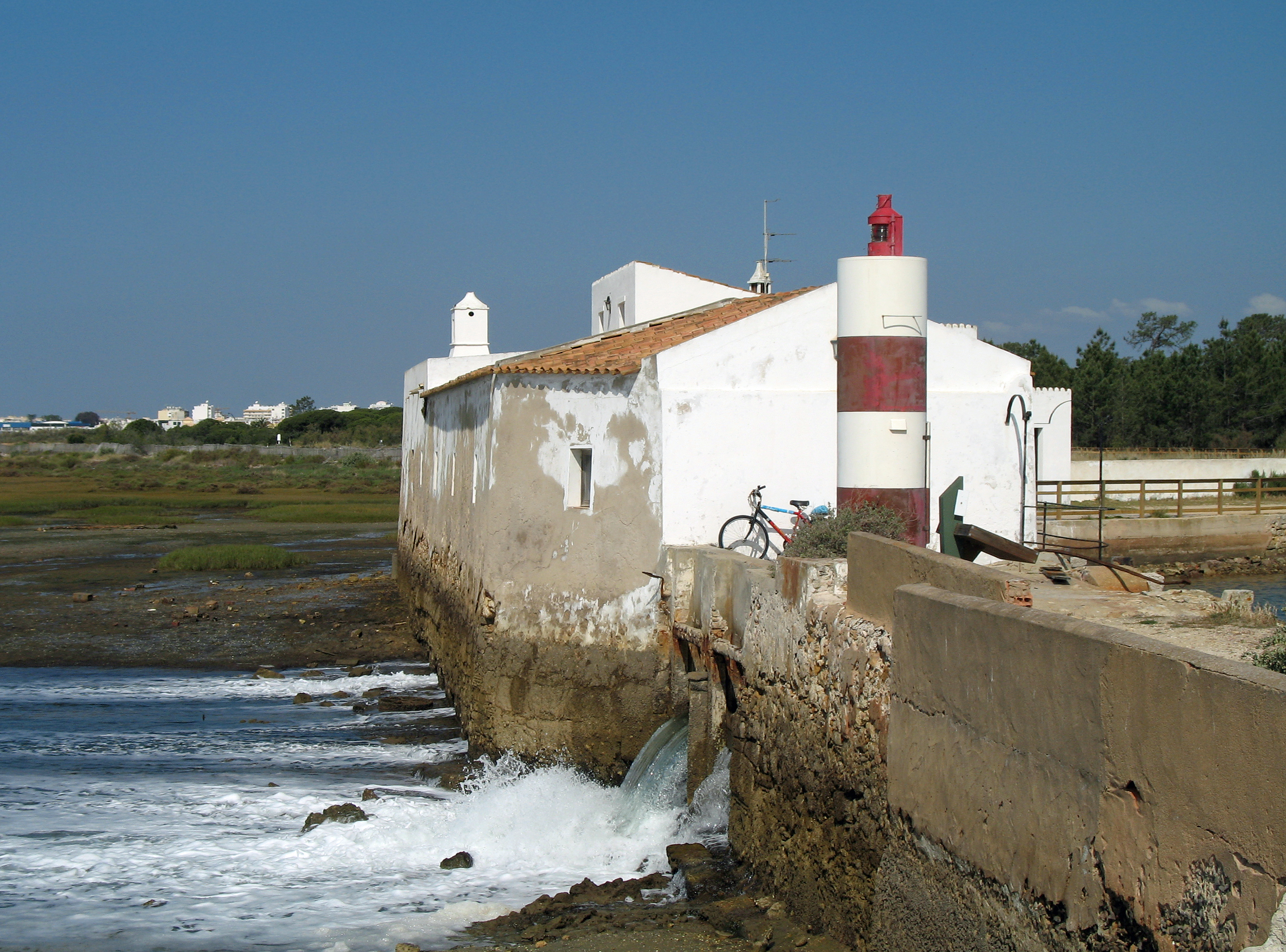
Getijdenmolen